# Marcel Ribère
Marcel Ribère, né le 16 mars 1900 à Souk Ahras et mort le 12 février 1966 à Paris, est un homme politique français.

## Biographie
Il est député du département d'Alger à l'Assemblée constituante du 21 octobre 1945 au 10 juin 1946 et à l'Assemblée nationale du 17 juin 1951 au 1er décembre 1955.

## Décorations
- Croix de guerre 1939-1945 avec étoile de vermeil (1945) ;
- Officier de la Légion d'honneur (1954)[1].
- Médaille coloniale (agrafe Tunisie)